# 瀧羽麻子
瀧羽 麻子（たきわ あさこ、1981年 - ）は、日本の小説家。兵庫県芦屋市生まれ。神戸女学院中学部・高等学部、京都大学経済学部卒業。
2007年『うさぎパン』でデビュー。現在は、東京都在住で、会社勤めの傍ら執筆活動をしている。

## 受賞歴
- 2006年『まゆちゃん』で「きらら」携帯メール小説大賞グランプリ06受賞。
- 2007年『うさぎパン』で第2回ダ・ヴィンチ文学賞大賞を受賞。
- 2019年『たまねぎとはちみつ』で第66回産経児童出版文化賞フジテレビ賞を受賞。

## 作品
- うさぎパン（2007年8月 メディアファクトリー / 2011年2月 幻冬舎文庫）
- 株式会社ネバーラ北関東支社（2008年2月 メディアファクトリー / 2011年6月 幻冬舎文庫）
- 白雪堂（2009年7月 角川書店）
  - 【改題】白雪堂化粧品マーケティング部峰村幸子の仕事と恋（2013年1月 角川文庫）
- はれのち、ブーケ（2010年11月 実業之日本社 / 2012年12月 実業之日本社文庫）
- オキシベタルムの庭（2012年10月 朝日新聞出版）
- いろは匂へど（2014年4月 幻冬舎 / 2017年2月 幻冬舎文庫）
- ぱりぱり（2014年7月 実業之日本社 / 2017年6月 実業之日本社文庫）
  - 収録作品：ぱりぱり / うたう迷子 / 雨が降ったら / うぐいす / ふたりのルール / クローバー
- サンティアゴの東 渋谷の西 (2015年2月 講談社 / 2019年5月 講談社文庫)
  - 収録作品：サンティアゴの雪 / 津軽のリュウニー / 上海の仏蘭西料理店 / 瀬戸内海の魔女 / アントワープの迷子 / 渋谷で待つ
- ふたり姉妹（2015年5月 祥伝社 / 2018年1月 祥伝社文庫）
- 花嫁の花（2015年8月 朝日文庫）
- 失恋天国（2015年9月 徳間書店 / 2018年6月 徳間文庫）
- ハローサヨコ、きみの技術に敬服するよ（2016年5月 集英社文庫）
- 松ノ内家の居候（2017年3月 中央公論新社）
- 乗りかかった船（2017年9月 光文社 / 2020年11月 光文社文庫）
- たまねぎとはちみつ（2018年11月 偕成社）
- うちのレシピ（2019年2月 新潮社 / 2021年10月 新潮文庫）
- 虹にすわる (2019年8月 幻冬舎 / 2022年8月 幻冬舎文庫)
- 女神のサラダ (2020年3月 光文社 / 2024年5月 光文社文庫)
- あなたのご希望の条件は（2020年9月 祥伝社 / 2023年2月 祥伝社文庫）
- 博士の長靴 (2022年3月 ポプラ社 / 2025年1月 ポプラ文庫)
- ひこぼしをみあげて (2022年11月 偕成社)
- 東家の四兄弟（2023年10月 祥伝社）
- さよなら校長先生(2024年12月 PHP研究所)

### 左京区シリーズ
- 左京区七夕通東入ル（2009年7月 小学館 / 2012年4月 小学館文庫）
- 左京区恋月橋渡ル[3]（2012年4月 小学館 / 2015年2月 小学館文庫）
- 左京区桃栗坂上ル（2017年7月 小学館 / 2021年8月 小学館文庫）

### オルゴール店シリーズ
- ありえないほどうるさいオルゴール店 (2018年5月 幻冬舎 / 2021年2月 幻冬舎文庫)
- もどかしいほど静かなオルゴール店 (2021年7月 幻冬舎 / 2024年9月 幻冬舎文庫)

### アンソロジーその他
「」内が瀧羽麻子の作品
- あのころの、（2012年4月 実業之日本社文庫）「ぱりぱり」
- 恋の聖地-そこは最後の恋に出会う場所。-（2013年6月 新潮文庫）「トキちゃん-阿蘇山本堂西巌殿寺奥之院-」
- てのひらの恋-けれど、いちばん大切なあの人との記憶。-（2014年1月 角川文庫）「おやすみ」
- ひとなつの。-真夏に読みたい五つの物語- （2014年7月 角川文庫）「真夏の動物園」
- 5分間の物語(タイムストーリー)（2015年2月 偕成社）「ひまわり」《児童書》
- 黒い結婚 白い結婚（2017年3月 講談社）「シュークリーム」

### 雑誌掲載短編
- シュークリーム（講談社『小説現代』2016年6月号）

## 出演
- 笑福亭晃瓶のほっかほかラジオ「都もはんなりおこしやす」（2012年5月31日）
- 京bizS「8MIN.」（2012年8月10日）竹内弘一にインタビューされる